# الحرب الأنجلو-فرنسية (1778-1783)
```
الحرب الأنجلو-فرنسية
 هي صراعات حربية نشبت بين 
فرنسا
 
وبريطانيا العظمى
 مع حلفاء كل منهما بين عاميّ 1778 و 1783. في عام 1778، وقعت فرنسا معاهدة الصداقة مع الولايات المتحدة. بريطانيا العظمى كانت آنذاك في حرب مع فرنسا، وفي عام 1779 كانت أيضا في حالة حرب مع إسبانيا.
[
1
]
 ونتيجة لذلك، اضطرت بريطانيا إلى تحويل الموارد المستخدمة في الحرب في أمريكا الشمالية إلى 
المسارح
 في 
أوروبا
 
والهند
 
وجزر الهند الغربية
 والاعتماد على ما تبين أنهم من الداعمين الموالين في عمليات أمريكا الشمالية. من عام 1778 إلى عام 1783، مع أو من دون حلفائهما، تقاتل كل من فرنسا وبريطانيا من أجل هيمنة أكثر في 
القناة الإنجليزية
 (بحر المانش)، وفي 
البحر المتوسط
، 
وفي المحيط الهندي
 وفي 
غرب الهند
.
[
2
]
```

في غضون أيام من وصول خبر استسلام بيرجوين إلى فرنسا، قرر الملك لويس السادس عشر الدخول في مفاوضات مع الأميركيين والتي أدت رسميا إلى التحالف الفرنسي الأمريكي ودخول فرنسيا الحرب مما غير الصراع ليصبح صراعا عالميا. لم تدخل إسبانيا الحرب حتى عام 1779، عندما دخلت الحرب كحليف لفرنسا عملا بمعاهدة أرانخويث السرية. كان للتحركات الدبلوماسية بعد الحرب الفرنسية مع بريطانيا أيضا تأثير مادي على الدخول التالي للجمهورية الهولندية في الحرب، وإعلان الحياد من أطراف جيوسياسية مهمة أخرى مثل روسيا. تزايدت المعارضة ضد الحرب الباهظة، وفي يونيو / حزيران عام 1780 ساهمت في الاضطرابات في لندن المعروفة باسم أحداث شغب جوردون.
كان للخصمين في المواجهة البحرية في المحيط الهندي أهدافا ترمي إلى الهيمنة السياسية على شبه القارة الهندية، وتحاربا في سلسلة من المعارك التي خاضها الأدميرالات إدوارد هيوز وبيير أندريه دو سوفران في 1782 و1783 مما وضع الفرنسيين في موضع قوة لطرد البريطانيين من أراضيهم.

## خلفية

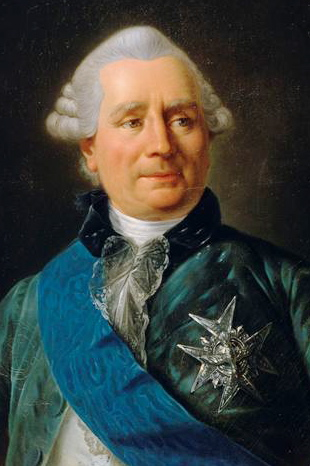
فيرجينز: وزير خارجية فرنسا قلقا من أن الحرب على الخلافة البافارية من شأنها أن تخل بخططه ضد بريطانيا

منذ حرب السنوات السبع، فإن وزراء خارجية فرنسا، بدءا من تشويسيول، اتبعوا الفكرة العامة أن استقلال مستعمرات بريطانيا  في أمريكا الشمالية سيكون شيئا جيدا بالنسبة فرنسا وسيئا بالنسبة لبريطانيا، وعلاوة على ذلك أن المحاولات الفرنسية لاستعادة أجزاء من فرنسا الجديدة من شأنه أن يكون هاما لذلك السبب. عندما اندلعت الحرب في عام 1775، قام فيرجينز وزير الخارجية في ذلك الوقت بتحديد سلسلة من المقترحات التي أدت إلى الدعم السري الفرنسي والإسباني أيضا لحركة التمرد والاستعدادات للحرب، بما في ذلك التوسع في القوات البحرية. لتمديد هدف المشاركة الفرنسية في الحرب، تابع فيرجينز عن كثب الأخبار من أمريكا الشمالية ولندن، وعمل على إزالة العوائق أمام المشاركة الإسبانية في الحرب. ذهب فيرجينز إلى حد اقتراح الحرب على الملك لويس السادس عشر في آب / أغسطس 1776، ولكن أخبار حملة هاو للسيطرة على مدينة نيويورك أخرت تلك الخطة.
بحلول عام 1777، كان تمرد المقاطعات التلاتة عشر يدخل عامه الثالث.إلا أن استسلام جون بيرجوين في معركة ساراتوجا أشار إلى أن النضال ضد المستعمرات الأمريكية كان من المرجح أن يكون أطول وأكثر تكلفة مما كان متوقعا. الهزيمة البريطانية أثارت احتمال التدخل الفرنسي والحرب الأوروبية. الحكومة الشمالية وخوفا من الحرب مع فرنسا، سعت للمصالحة مع المستعمرات الأمريكية على استعداد لمنح قدر كبير من الحكم الذاتي من أجل هذه الغاية، إلا أن ما كان سيكون كافيا في عام 1775 لم يكن كافيا في عام 1778. لم يكن لدى الشمال نية لمنح الاستقلال، إلا أنه وفي أعقاب ساراتوجا ومع قرب التحالف الفرنسي، لم يكن الأمريكيون ليقبلوا بشروط أقل.

## الأزمة البحرية الأنجلو-فرنسية 1778
في 4 ديسمبر عام 1777 وصلت الأخبار إلى بنجامين فرانكلين في فرساي أن فيلادلفيا قد سقطت وأن بيرجوين قد استسلم. وبعد يومين صدّق لويس السادس عشر على المفاوضات من أجل التحالف. وُقعت المعاهدة في 6 فبراير 1778، وأعلنت فرنسا الحرب على بريطانيا بعد ذلك بشهر واحد، لتبدأ المعارك  ببعض المناوشات البحرية قبالة أوشونت في يونيو حزيران. لم يكن جورج الثالث مرجبا بحرب مع فرنسا، ولكنه كان «مستعدا» لها. اعتقد الملك انه حاول تجنب الصراع، ولكن «فرنسا تختار أن تكون الجانب المعتدي»، وأن بريطانيا اتخذت «جميع الخطوات اللازمة لإنهاء الحرب». كان «مستعدا» للصراع المسلح مع الفرنسيين بتذكر الانتصارات البريطانية على سلطة بوربون في حرب السنوات السبع.
خلال هذا الصراع تمركزت فرنسا في أوروبا من أجل القتال القاري القوى في حين هزمت بريطانيا البحرية الفرنسية وحققت الانتصارات في الهند وجزر الهند الغربية وأمريكا الشمالية. غير أن الموقع الاستراتيجي البريطاني في بداية عام 1778 كانت مختلفة تماما مع ذلك الذي كانت تتمتع به في عام 1756. حيث مع انتهاء التحالف مع مملكة بروسيا: أصبحت بريطانيا في عام 1778 معزولة دبلوماسيا بدون أي حلفاء أوروبيين. في الأشهر الأولى من هذا العام، حاولت بريطانيا دون جدوى العثور على حليف قاري لمعادلة قوة فرنسا. هذا الفشل أدى إلى الحقيقة الاستراتيجية المركزية في حرب 1778: أنه لن يكون هناك أي حملة منافسة أوروبية لاستيعاب قوة فرنسا. العزلة الأوروبية لم تكن مهمة في وقت السلام، إلا أن بريطانيا كانت في خطر حقيقي بدون حليف أوروبي في الحرب ضد فرنسا.
على عكس الحروب السابقة ضد الفرنسيين لم تقدم هذه الحرب لبريطانيا عددا من الخيارات الاستراتيجية مثل اختيار القتال في أوروبا بدلا من القتال في آسيا أوأمريكا. تقاتلت فرنسا وبريطانيا من أجل السيطرة على القناة، باعتبارها واحدة من حلقات عولمة الحرب التي تلت بدء القتال في عام 1778. في بداية الحرب، اندلع أول اشتباك للأسطول في المياه الأوروبية  في 27 تموز / يوليو 1778، 100 كم غرب أوشونت، وهي جزيرة عند مصب القناة. تقاتل الأسطولان الفرنسي والبريطاني بقوة إجمالية مقدارها 30 سفينة بعنف لعدة ساعات بدون أن يحرز أيا من الطرفين نصرا واضحا. وتم وصف المعركة منذ ذلك الحين بأنها غير حاسمة في نتائجها.

## الحرب في الغرب 1778-1779
كان الوضع الاستراتيجي والعمليّ في الغرب أكثر تعقيدا. كان يتألف من معارك لإثبات التفوق البحري، غارات على قوافل العدو والمستعمرات وطلعات جوية كدعم جانبي للقتال في حرب الاستقلال الأمريكية. حاصر الفرنسيون أهم منتجي السكر البريطانية: باربادوس وجامايكا، وقطعهم عن الغذاء والإمدادات مع آلاف يموتون من الجوع والمرض. لعبت الميليشيات الاستعمارية أدوارا محدودة فقط وماتت أكثر القوات الفرنسية والبريطانية من مناخ منطقة البحر الكاريبي والمرض أكثر من القتال. أحد الأقاليم ذات الأهمية الاستراتيجية في الهند الغربية هو جزيرة دومينيكا التي تقع بين الأراضي الفرنسية مارتينيك وجوادلوب والتي استولى عليها البريطانيون من قبل في عام 1761. الاستيلاء على الجزيرة من شأنه تحسين الاتصالات بين الجزر ومنع استخدام المنافذ الدومينيكية عن طريق القراصنة الذين كانوا يعتدون على سفن الشحن الفرنسية.
في آب / أغسطس عام 1778، كلود فرانسوا آمور دي بوييه، الحاكم الفرنسي العام لمارتينيك، وصلت إليه الأخبار بشأن اعلان الحرب. إن الفرقاطة الفرنسية كونكورد وصلت مارتينيك في 17 آب مع أوامر من باريس بالاستيلاء على دومينيكا في أقرب فرصة ممكنة، وقد بدأ برسم الخطط الفورية لمثل هذه العملية. كان على اتصالات بسكان الجمهورية الدومينيكية، التي ظلت إلى حد كبير فرنسية خلال سنوات الانتداب البريطاني. ونتيجة لذلك، كان لديه صورة دقيقة عن الحالة الدفاعية الدومينيكية وعرف أن حامية الجزيرة أقل من «خمسين جندي صالح للقتال». كان شديد القلق أيضا مع مكان وجود جزر ليوارد البريطانية وأسطول الأدميرال صامويل بارينغتون، والتي تتخطى قوته العسكرية. دون علم لفرانسوا، فإن بارنتجتون الذي كان قد تولى منصبه، قد تلقى أوامر بالحفاظ على معظم أسطوله في بربادوس إلى حين تلقي مزيد من التعليمات. القوات البريطانية  النظامية في الجزيرة بلغ عددهم 100 موزعين بين الدفاعات في العاصمة روسو، والتلال التي تطل عليها وفي شاكاكرو. 
حافظ دي بوييه بعناية على واجهة السلام في تعامله مع السلطات الدومينيكية في حين بدأ إعداد قواته في مارتينيك. في 2 أيلول / سبتمبر وقع هو الحاكم ستيوارت اتفاقية تمنع نهب القراصنة. في اليوم التالي أرسل دي بوييه أحد ضباطه إلى دومينيكا لمعرفة ما إذا كانت الفرقاطة البحرية الملكية لا تزال راسية في خليج برنس روبرت (في الوقت الحاضر بالقرب من بورتسموث). ستيوارت لاشتباهه في الرجل، قام بالقبض عليه واستجوابه ثم أطلق سراحه. في 5 أيلول / سبتمبر تم ابلاغ دي بوييه بأن السفينة قد أبحرت إلى بربادوس. قام بالهجوم السريع مما أدى إلى هزيمة البريطانيين في دومينيكا في أيلول / سبتمبر من عام 1778. ترك دي بوييه حامية من 800 (700 من القوات الفرنسية النظامية و 100 من الميليشيات السود) على الجزيرة، كما حول القيادة إلى ماركيز دي دوتشيلو، وعاد إلى المارتينيك. هذه الأحداث هي الأولى في سلسلة من الإجراءات العسكرية التي أدت إلى تغيير التحكم في جزر البحر الكاريبي خلال الحرب والتي شارك دي بوييه في معظمها.

## الهند الشرقية، 1778-1780
نتيجة واضحة لتجديد التنافس الأنجلو فرنسي في جزر الهند الشرقية بين 1778-1783 هو زيادة تقدير البريطانيين للاحتياجات الاستراتيجية لممتلكاتهم الحديثة في آسيا. تركيب الصراع العالمي بين القوى الأوروبية على عدة حروب هندية محلية أزعج الشركة على محمل الجد كما أحرج الرئاسات. وعلاوة على ذلك، كشفت هذه الحرب عن الطموحات الجغرافية السياسية الفرنسية وهذا بدوره أثار الحس المتبلد، دافعا البريطانيين إلى تحديد مفهومهم عن الإمبراطورية. عندما وصلت الأنباء إلى الهند في عام 1778 أن فرنسا دخلت الحرب تحركت شركة الهند الشرقية البريطانية  بسرعة للاستيلاء على المستعمرات الفرنسية الاستيطانية هناك، وبخاصة الاستيلاء على بونديشيري بعد شهرين من الحصار.
في آذار / مارس عام 1779 استولت القوات البريطانية على ماهي ("Mahey") وهو مجتمع هندوسي والذي كان يحكمه نظام أمومي و (إلى حد ما) مارسوا تعدد الأزواج، انتهزوا هذه الفرصة للتمرد ضد حكم حيدر علي. كانت الانتفاضة مدعومة إن لم تكن بتحريض من قبل البريطانيين ولكنها قُمعت واستعادت القوات الفرنسية ماهي في عام 1780 مع مساعدات من قبل حيدر على.

## إسبانيا تدخل الحرب، 1779-1780

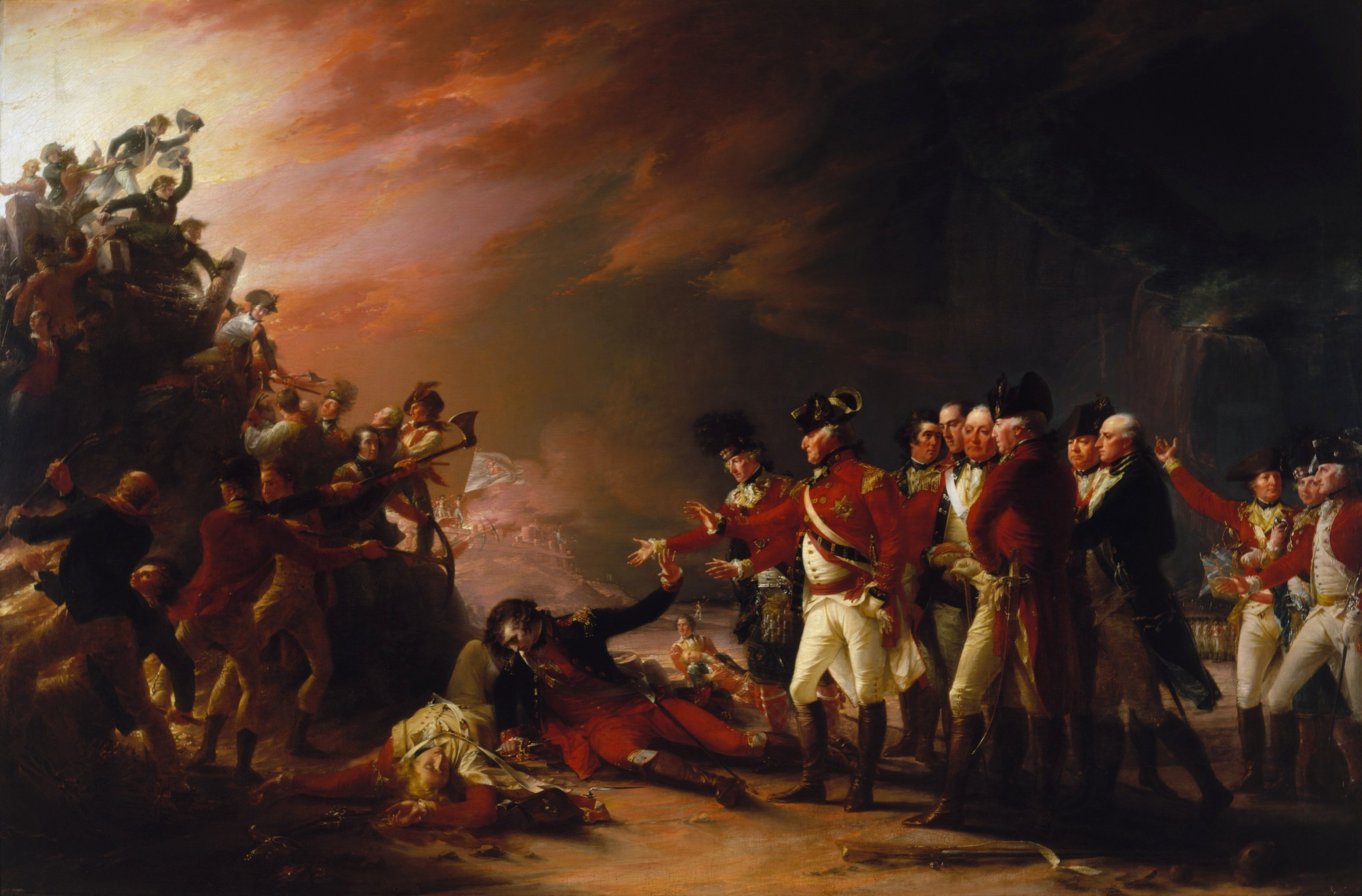
طلعة بواسطة حامية جبل طارق في صباح يوم 27 تشرين الثاني / نوفمبر من عام 1781 بواسطة جون ترمبل، تصور الهجوم البريطاني الذي وقع أثناء حصار جبل طارق الكبير.

في نيسان / أبريل 1779 وقعت فرنسا وإسبانيا اتفاقية أرانخويز  التي وضعت ملخص أهداف حرب بوربون. كانت إسبانيا تسعى إلى استعادة جبل طارق ومينوركا وموبيل وبنساكولا في فلوريدا، وطرد البريطانيين منأمريكا الوسطى الإسبانية عن طريق إنهاء حقهم في قطع خشب البقم في خليج هندوراس وساحل كامبيتشي. أعلنت فرنسا أن هدفها هو طرد البريطانيين من مزارع نيوفاوندلاند السمكية لإنهاء القيود المفروضة على السيادة الفرنسية على دونكيرك ولاستعادة التجارة الحرة في الهند لاسترداد السنغال ودومينيكا، واستعادة أحكام معاهدة أوترخت المتعلقة بالتجارة الأنجلو فرنسية.
دخلت إسبانيا الحرب بواحد من الأهداف وهو استعادة جبل طارق، الذي كانت قد خسرته أمام إنجلترا في عام 1704. الحامية شملت قوات من بريطانيا والناخبين من هانوفر. بدأت إسبانيا رسميا الحصار في حزيران / يونيه عام 1779، الرابع عشر والأطول  لجبل طارق، مع وصع حصار إسباني للأراضي حول صخرة جبل طارق. تمثلت الاستراتيجية الإسبانية في القصف الثابت لجبل طارق في الهجمات من الأراضي البحرية ومحاولات لقطع خطوط الإمداد إلى المغرب، التخطيط لاستعادة السيطرة على جبل طارق عن طريق محاصرة وتجويع الحامية الموجودة بها. مطابقة الحصار البحري كانت ضعيفة نسبيا، كما أن القوات البريطانية اكتشفت أن السفن الصغيرة السريعة يمكنا التهرب من المحاصرين، في حين أن السفن الإمدادات الكبيرة والبطيئة عموما لا يمكنها ذلك. في أواخر عام 1779، وعلى الرغم من ذلك، أصبحت الإمدادات لجبل طارق قليلة بشكل خطير. واستغاث قائدها الجنرال جورج اليوت في نداء إلى لندن للحصول على الإغاثة.
تم تنظيم قافلة إمدادات وفي أواخر كانون الأول / ديسمبر عام 1779 أبحر أسطول كبير من بريطانيا تحت قيادة الأدميرال سير جورج بريدجيز رودني. على الرغم من أن أوامر رودني في نهاية المطاف كانت قيادة الأسطول إلى الهند الغربية، إلا أن الأسطول كانت لديه تعليمات سرية بتموين جبل طارق ومينوركا. في 4 كانون الثاني / يناير عام 1780 انقسم الأسطول إلى سفن متجهة إلى جزر الهند الغربية والتي أبحرت غربا. ترك هذا الأمر رودني في قيادة 19 سفنية خطية والتي قامت بمرافقة سفن الإمدادات إلى جبل طارق.

## عمليات أمريكا الشمالية، 1780-1781
مع عودة ديستان إلى فرنسا، علقت واشنطن في ولاية نيو جيرسي، في حين قدمت طلبا لاستمرار وجود البحرية الفرنسية في مياه أمريكا الشمالية. عندما وصل الجنرال الكونت دي روشامبو إلى نيوبورت في يوليو 1780 مع جيش من 6000 من الرجال وصف الوضع: «في أي وضع، وتحت كل الظروف فإن التفوق البحري الحاسم  يعتبر مبدأ أساسيا، وهو الأساس الذي يجب أن يعتمد عليه أي أمل في النجاح». الهولنديون كانوا يساعدون الثوار الأمريكان من خلال بيع الأسلحة والبارود من موانئهم في البحر الكاريبي. استخدم البريطانيون هذا ذريعة لاعلان الحرب على هولندا في ديسمبر / كانون الأول عام 1780. قضى الأدميرال رودني السنوات من 1780 إلى 1781 في البحر الكاريبي في نهب وتدمير الجزر الهولندية في البحر الكاريبي.

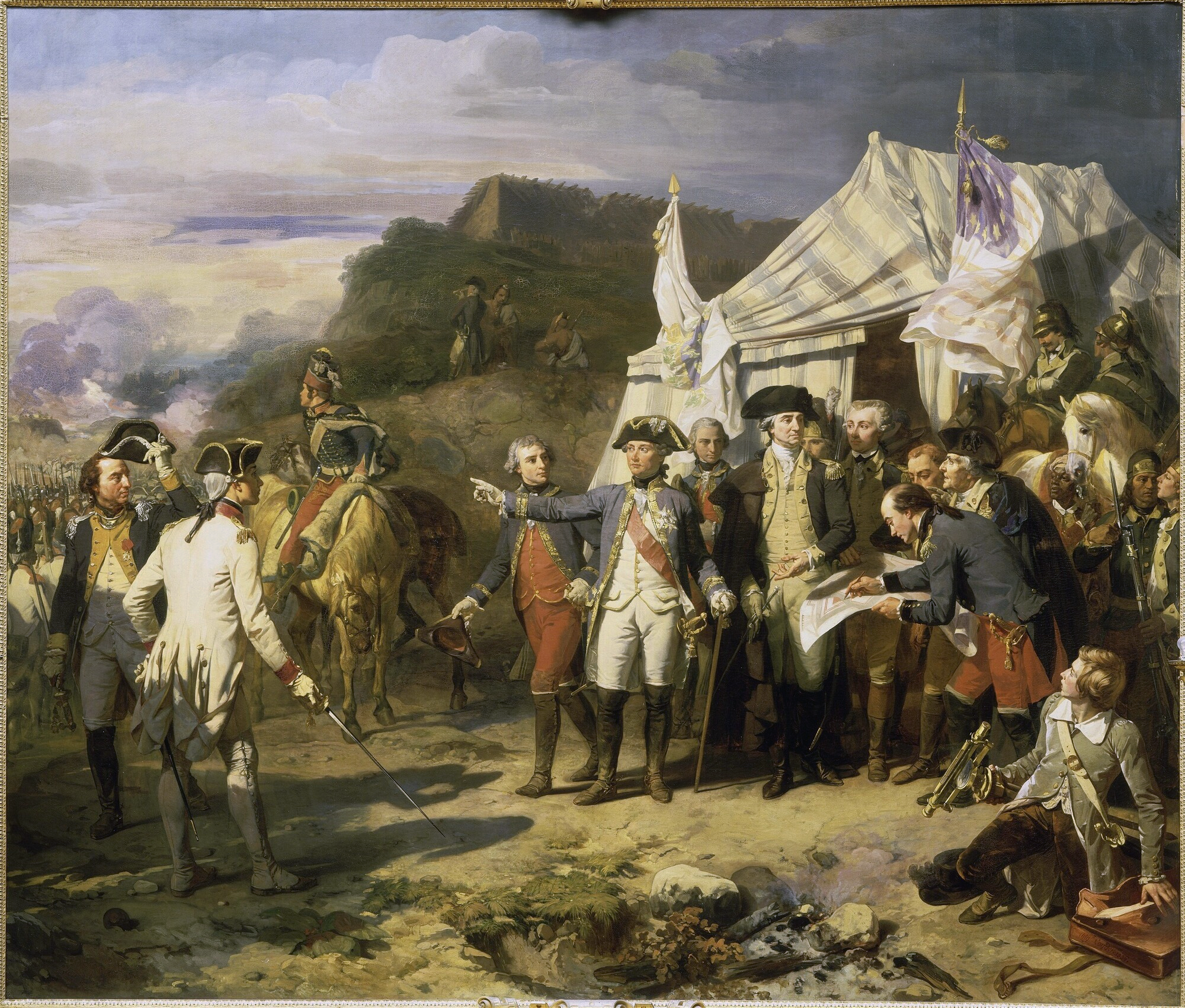
روشامبو و واشنطن يأمران في يوركتاون; لافايت يظهر حاسر الرأس في الخلف

بحلول كانون الأول / ديسمبر 1780 كانت الحرب في أمريكا الشمالية قد وصلت إلى نقطة حرجة. كان الجيش القاري قد عانى من بعض الهزائم الكبرى في وقت سابق من العام، في حين أن الجيوش الجنوبية إما وقعت في الأسر أو تفرقت في حصار تشارلستون ومعركة كامدن في الجنوب، في حين أن جيوش جورج واشنطن والقائد العام البريطاني لأمريكا الشمالية السير هنري كلينتون راقبا بعضهما البعض في جميع أنحاء مدينة نيويورك في الشمال. العملة الوطنية كانت بلا قيمة تقريبا، وكان دعم العامة للحرب الذي كان على وشك الدخول في عامه السادس يتراجع، وأصبحت قوات الجيش متمردة حول الأجور وظروف العمل.
كان على المخططين العسكريين الفرنسيين التوازن بين المطالب المتنافسة على حملة 1781. بعد سلسلة من المحاولات الفاشلة في التعاون في أمريكا (مما أدّى إلى محاولات فاشلة في نيوبورت ورود ايلاند وسافانا بولاية جورجيا)، قرروا أن المشاركة الأكبر في أمريكا الشمالية هو شئ ضروري. كما أنهم كانوا في حاجة إلى تنسيق أعمالهم مع إسبانيا، حيث كان هناك اهتمام محتمل في القيام بالاعتداء على المعقل البريطاني جامايكا. اتضح أن الإسبان لم يكونوا مهتمين  في عمليات ضد جامايكا حتى يتعاملوا مع محاولة بريطانيا المتوقعة لتعزيز المحاصرين في جبل طارق، وأرادوا فقط أن يتم تبليغهم بتحركات أسطول الهند الغربية.

## حرب جزر الأنتيل، 1781-1783
في تشرين الأول / أكتوبر 1781 تم التوصل إلى خطة بين دي جراس قائد الأسطول الفرنسي في جزر الهند الغربية، وفرانسيسكو سافيدرا دي سانجرونيس قائد المكتب العام الإسباني في الهند وممثل المحكمة ومساعد حاكم لويزيانا برناردو دي غالفيز. الأهداف الاستراتيجية لهذه الخطة هو إرشاد القوات العسكرية الفرنسية-الإسبانية  في جزر الهند الغربية إلى تحقيق الأهداف التالية:
- مساعدة الأمريكان في هزيمة سرب البحرية البريطانية في نيويورك
- الاستيلاء على جزر ويندوارد البريطانية
- غزو جزيرة جامايكا.[29]

هذه الخطة أصبحت تُعرف باسم اتفاقية دي جراس – سافيدرا  و كان الهدف الأول هو استسلام الجيش البريطاني تحت الجنرال كورنواليس في حصار يوركتاون في أيلول / سبتمبر 1781. لعب دي جراس وأسطوله دورا حاسما في هذا النصر، وبعد ذلك أبحروا إلى منطقة البحر الكاريبي. عند الوصول إلى سانت دومينيك تشرين الثاني / نوفمبر من عام 1781 وصلته الأخبار بالمضي في الخطوة التالية من الخطة: غزو جامايكا.
جامايكا كان الملكية البريطانية الأكثر ربحية في العالم الجديد. السلعة الأكثر أهمية منها كانت السكر والذي كان أكثر قيمة إلى الاقتصاد البريطاني من الثلاثة عشر مستعمرة أمريكية مجتمعين. في رسالة من الملك جورج الثالث إلى الرئيس ساندويتش أعلن أنه سيخاطر بحماية الجزر البريطانية في البحر الكاريبي بقدر مخاطرته بحماية بريطانيا نفسها، وكانت هذه الاستراتيجية المنفذة في عام 1779. كان يمثل السكر 20% من الواردات البريطانية وكان يساوي خمس أضعاف التبغ. بالإضافة إلى طرد البريطانيين التدريجي من جزر الهند الغربية بواسطة الفرنسيين والإسبانيين، فإن الغزو كان ضربة هائلة على الاقتصاد البريطاني. الغزو نفسه كان يُنظر إليه في المحاكم في باريس ومدريد كبديل للمحاولات الإسبانية والفرنسية للاستيلاء على جبل طارق والذي كان كارثة مكلفة لمدة عامين.
في حين كان دي جراس ينتظر التعزيزاتمن أجل القيام بحملة جاميكا، قام بالاستيلاء على سانت كيتس في شباط / فبراير عام 1782. بقية جزر ويندوارد (أنتيغوا وسانت لوسيا وبربادوس) كانت لا تزال تحت السيطرة البريطانية، ومع وصول الأدميرال جورج رودني إلى مسرح البحر الكاريبي في الشهر التالي جالبا التعزيزات والتي شملت  سبعة عشر سفينة خطية، أعطى ذلك البريطانيين ميزة طفيفة في العدد.
بين 9 نيسان / أبريل 1782 و 12 نيسان / أبريل 1782 اشتبك  الأسطول البريطاني تحت قيادة الأدميرال جورج بريدجز رودني مع الأسطول الفرنسي تحت قيادة كونت دو غراس في معركة سانتس وهزمه، وبالتالي أحبط الخطط الفرنسية لغزو جامايكا. الأدميرال السير صامويل هود قاتل تحت قيادة رودني أثناء المعركة، وكان حاسما للغاية في عدم دفع النصر نحو العدو بتراجع الأسطول. تقدم الأسطول البريطاني في طريقه إلى جامايكا، وأمر رودني هود بالبحث عن أي من السفن الفرنسية المعطلة أو التالفة التي كانت قد هربت من المعركة. انقسم هود بثلاثة عشرة سفينة واتجه نحو هيسبانيولا، وأثناء السفر من خلال ممر موناوجد عددا من السفن الفرنسية التي انفصلت قبل معركة سانتس وكانوا في طريقهم إلى كاب الفرنسية.
بحلول نهاية عام 1782 كانت القوات الفرنسية في حالة دفاعية في منطقة البحر الكاريبي، التي أشارت إلى طريق مسدود في البحار. بعد فترة وجيزة، كانت البحرية الملكية تجري حصارا قبالة كاب الفرنسية والحصن الملكي وكذلك الحفاظ على مراقبة مخارج هافانا. في نفس الوقت كانت الفرقاطات البريطانية تقاتل كلا من الإسبانيين والفرنسيين عن طريق بالقراصنة.

## حملة الهند الشرقية 1782-1783
نائب الأدميرال بيير أندريه دي سوفران سانت تروبيه وهو مقاتل عدواني وبحثا عن فعل حاسم، أحبط محاولة بريطانية للاستيلاء على الرأس في أوائل عام 1781، كما هاجم سرب البحرية الملكية في بورتو برايا في جزر الرأس الأخضر في المحيط الأطلسي حوالي 450 كيلومتر غرب أفريقيا. وصل إلى جنوب الهند بعد ذلك بسنة. على الأرض، أيّد الفرنسيون نواب ميسور في الحرب ضد شركة الهند الشرقية البريطانية. في البحر، خاض سوفران خمسة معارك شديدة وصعبة ضد أسطول الهند الشرقية البريطاني خلال عامي 1782 و1783. نائب الأدميرال إدوارد هيوز كان على علم بأن الغرض الفرنسي كان ممثلا في إنهاء استغلال الاقتصاد البريطاني  والهيمنة العسكرية، وأن الحفاظ على سربه كان حاسما لبقاء الوجود البريطاني في الهند. العزم على التحدي بين الأسطولين المتساويين في القوة توقف فقط عندما وصلت الأخبار أن معاهدات السلام قد وُقعت بين بريطانيا وفرنسا وإسبانيا في أوائل عام 1783.

## اقتراح السلام ونهاية الحرب
على مدى الأسابيع القليلة القادمة، بدأت المفاوضات الجدية بين بريطانيا وفرنسا وإسبانيا (كبير المفاوضين البريطانيين كان أليني فيتزهربرت ومن إسبانيا كونت أراندا). على الرغم من أن حملة  البحرية الفرنسية كانت قد دمرت المراكز التجارية البريطانية في خليج هدسون خلال فصل الصيف، إلا أنه لم يتم الاستيلاء فعليا على أية أراض. من وقت لآخر كانت الأخبار تصل من الهند باستمرار حالة الجمود، سواء في الحرب على الأرض (التي تشارك الفرنسييون فقط في مساعدة الحكام المحليين) وفي المعارك البحرية؛ كان البريطانيون لا يزالون متحكمين في كل الأراضي الفرنسية هناك التي كانت قد استولت عليها في 1778-79، في حين لم يستولي الفرنسييون على أي أراض بريطانية. في جزر الهند الغربية، ومن ناحية أخرى، فإن الفرنسيين لا يزالون مستوليين على جميع الأراضي في حين لم يكن البريطانييون يتحكمون سوى في جزيرة فرنسية واحدة وهي الفرنسية جزيرة سانت لوسيا.
في أولي المعاهدات الموقعة مع فرنسا واسبانيا في 20 كانون الثاني / يناير عام 1783، فرنسا وبريطانيا أعادا إلى بعضهما البعض تقريبا جميع الأراضي التي كانت قد أخذت من بعضها البعض منذ 1778، باستثناء توباغوالتي كان الفرنسيون قد استولوا عليها في 1781 وسمح لهم بالحفاظ عليها. فرنسا اكتسبت أيضا بعض الأراضي في أنحاء نهر السنغال في أفريقيا التي كانت قد فقدتها لصالح بريطانيا في عام 1763. موضوع ترتيب الصيد حول ساحل نيوفاونلاند سيتم التفاوض فيه ثانية بسبب منح الحقوق للأمريكيين.

## آراء المؤرخين
في وجهة نظر ألفريد ثاير ماهان، فإن الاستراتيجية البريطانية كانت معيبة على نحو جوهري.حيث أنه كان هناك حاجة ملحّة لوجود وحدات كبيرة في الوطن لمنع الغزو الفرنسي ولحماية طريق التجارة التي تم تحويلها وإرسال أجزاء لمسارح الحرب الأخرى. كما أنه يرى أن بريطانيا العظمي قد كشفت قوتها العسكرية وعرضتها للهزيمة بسبب التفاصيل. 